# Europa Ecologia
Europa Ecologia (in francese Europe Écologie) è stata una federazione di partiti politici presentatasi in occasione delle elezioni europee del 2009 in Francia.
Essa comprende i Verdi, la Federazione delle Regioni e dei Popoli Solidali ed esponenti della società civile. Il coordinamento politico viene creato nel 2008 da esponenti come Daniel Cohn-Bendit, José Bové e Yannick Jadot, nonché da personalità pubbliche, tra cui Eva Joly. Esso si pone l'obiettivo di realizzare un "Green New Deal" come risposta globale all'urgenza della situazione ecologica e sociale.
Nel novembre 2010, questa federazione si trasforma in partito politico col nome Europa Ecologia I Verdi.

## Creazione ed appello al coordinamento
Con un manifesto di sei pagine [2], Daniel Cohn-Bendit fa un appello per un nuovo modello di sviluppo di una "Europa sociale ed ecologica" dato che l'attuale modello "si è di fatto dissolto" [3].
Lanciato il 20 ottobre 2008 con una conferenza stampa presso il Museo di Arte africana Dapper a Parigi, così viene definito da Yannick Jadot di Greenpeace: "Dato che non esiste una risposta miracolosa alla crisi del modello di crescita del credito, ci uniamo tra noi come carpe e conigli [4].
L'appello al coordinamento viene scritto e pubblicato sul sito di Europe Ecologie 19 ottobre 2008 [5]. Davanti ad una " "crisi ecologica, sociale, alimentare, energetica, economica e finanziaria" che "convergono in una crisi globale, siamo chiamati ad agire, riunendo tutti gli ecologisti". "L'imperativo ecologico e sociale deve orientare le scelte politiche".
Il loro obiettivo è quello di costruire uno spazio politico autonomo, per le elezioni europee nel giugno 2009.
Un manifesto è stato scritto dai primi partecipanti al raduno, tra cui François Alfonsi, Marie Hélène Aubert, Danielle Auroi, Jean-Paul Besset, José Bové, Yves Cochet, Daniel Cohn-Bendit, Duflot Cécile, Marie-Anne Isler-Béguin, Yannick Jadot, Erwan Lecoeur, Antoine Waechter. Questo manifesto è stato messo online insieme con l'appello [6]: il 6 dicembre 2008 c'erano 3.519 sottoscrizioni, 8.000 il 16 marzo 2009 [7], e 13.102 il 2 giugno 2009.

## Il programma
Estratti del "Contratto Ecologista per l'Europa", il programma di Europe Ecologie [8]
1. Per una trasformazione ecologica dell'economia: una Bruxelles del Lavoro:
- Accordi di conversione ecologica e sociale in ciascuno dei principali settori industriali
- Reddito di conversione per i lavoratori delle industrie a rischio
- Creazione di 10 milioni di posti di lavoro verdi in 5 anni

2. Per una agricoltura contadina ed un'alimentazione sana:
- Una PAC ecologica, con prodotti locali, stagionali, di qualità ed accessibili a tutti
- Una Comunità Europea OGM-free, 30% biologica e 100% sostenibile
- Uno sviluppo equilibrato delle aree rurali

3. Per un 100% di energia pulita:
- Sostituire Euratom da un Consiglio europeo delle energie rinnovabili e l'efficienza energetica
- Tassa sulla CO2 e Buoni Eco-Energia per il finanziamento di progetti finalizzati a ridurre il consumo energetico da parte delle famiglie e delle imprese

4. Per la prevenzione delle malattie legate allo stile di vita:
- Piano europeo di lotta contro le malattie legate allo stile di vita (cancro, asma, diabete, ipertensione, stress)
- Principio di precauzione nel campo delle nanotecnologie
- Nuova direttiva sulle radiazioni elettromagnetiche

5. Per la tutela della biodiversità:
- Azioni verdi e blu per proteggere gli ecosistemi e rafforzare la rete Natura 2000
- Pesca sostenibile aiutando i pescatori
- Creazione di una guardia costiera europea, per mari più puliti

6. Per una protezione sociale europea:
- Reddito di cittadinanza universale
- Reddito massimo accettabile
- Moratoria sulle nuove liberalizzazioni per proteggere i servizi pubblici
- Clausola contro l'esclusione sociale

7. Per il rispetto dei diritti fondamentali:
- Cittadinanza europea basata sulla residenza in Europa
- Patto europeo contro l'esclusione
- Clausola del "più favorito europeo" (applicazione delle migliori leggi nazionali per proteggere le donne dell'Unione europea) [9]

8. Per un'Europa dei beni comuni della cultura, dell'istruzione e della ricerca:
- Piano europeo di lotta contro l'analfabetismo
- Statuto sociale europeo degli studenti
- Raddoppio e riorientamento delle risorse per la ricerca finalizzata alla riconversione ecologica e sociale

9. Per un'Europa solidale contro l'apartheid a livello mondiale:
- Chiudere i paradisi fiscali e gli inferni sociali
- Sviluppare la responsabilità sociale e ambientale delle multinazionali europee per le loro filiali fuori dall'Europa
- Stabilire la sovranità alimentare come diritto fondamentale dei popoli
- Proteggere e ripristinare i grandi ecosistemi planetari

10. Per un nuovo sogno europeo:
- Istituzione di un Patto di cooperazione ecologica e solidarietà europea (che sostituisca il Patto di stabilità da Maastricht). Il Patto dovrà rendere obbligatori un certo numero di criteri sociali e ambientali.
- Creazione di un Consiglio di sicurezza economica, sociale e finanziaria (per coordinare in modo efficace la "Zona Euro")
- Prestito di 1.000 miliardi di euro e trasformazione della Comunità Europea in "Zona Tobin" (istituzione a partire dall'Europa della Tobin tax, la tassazione di tutte le transazioni finanziarie internazionali del 1% per disincentivare la speculazione).
- Avviare un nuovo processo costituente per adottare una Costituzione Europea che sia breve, leggibile ed adottata da tutta l'Europa in cambio dell'abrogazione degli attuali Trattati

## I candidati
Questi sono stati i candidati capolista di Europa Ecologia alle elezioni europee del giugno 2009 nelle otto circoscrizioni elettorali francesi:
- Circoscrizione nord-occidentale: Hélène Flautre deputata europea e Francois Dufour, agricoltore ed ex vicepresidente di ATTAC Francia
- Circoscrizione orientale: Sandrine Bélier, avvocato ed ex direttrice federale di France Nature Environment e Jacques Muller, senatore e sindaco di Wattwiller
- Circoscrizione occidentale: Yannick Jadot, portavoce dell'Alleanza per il Pianeta e Nicole Kiil-Nielsen, ex consigliere comunale di Rennes
- Circoscrizione Île-de-France: Daniel Cohn-Bendit deputato europeo, Eva Joly, ex giudice, Pascal Canfin economista
- Circoscrizione centrale e Massiccio Centrale: Jean-Paul Besset, giornalista, redattore del Patto Ecologico per la Fondazione Hulot
- Circoscrizione sud-occidentale: José Bové e Catherine Grèzes (nella sua lista figura anche Kalshang Rangeard Dolma, un tibetano impegnato per la causa del Tibet libero)
- Circoscrizione sud-orientale: Michèle Rivasi, vice sindaco di Valence, e François Alfonsi Sindaco di Osani (Corsica), il rappresentante del Fédération régions & peuples solidaires.
- Circoscrizione d'oltremare: Harry Durimel, avvocato, Raliba Dubois, sindacalista e Jacky Briand, attivista ambientale e preside di scuola

## Personalità che hanno annunciato il loro sostegno a EE
- Stéphane Hessel
- Allain Bougrain-Dubourg, fondatore della Lega per la protezione degli uccelli [10]
- Fred Vargas, redattore del testo Nous y sommes per Europe Ecologie
- Christiane Taubira[11]
- Edgar Morin[13]
- Lambert Wilson[14]
- Tryo
- Nicolas Hulot[15]

## Risultati elettorali
Agli scrutini delle elezioni europee del 7 giugno 2009, Europe Écologie ha raggiunto il 16,28 % di suffragi espressi a livello nazionale[16], il più alto risultato mai realizzato da un partito ecologista in una elezione europea in Francia. Questo risultato ha assicurato ad Europe Écologie 14 seggi al Parlamento Europeo. Questi sono i deputati europei eletti: Hélène Flautre, Sandrine Bélier, Yannick Jadot, Nicole Kiil-Nielsen, Daniel Cohn-Bendit, Eva Joly, Pascal Canfin, Karima Delli, Jean-Paul Besset, José Bové, Catherine Grèze, Michèle Rivasi, François Alfonsi, Malika Benarab-Attou.
I deputati di Europe Écologie rappresentano il primo gruppo per numero di eletti (alla pari con i Verdi tedeschi) del Gruppo Verdi/Alleanza Libera Europea che passa da 40 a 53 membri.
Alle Elezioni presidenziali in Francia del 2012 il partito appoggia Eva Joly alla presidenza della Repubblica, la candidata ottiene il 2,2% dei voti e si posiziona al 6º posto tra i vari candidati.